# Convent de les Carmelites Teresianes (Amposta)
El Convent de les Carmelites Teresianes és un edifici d'Amposta inclòs a l'Inventari del Patrimoni Arquitectònic de Catalunya.

## Descripció
És un edifici religiós, convent i escola, de planta rectangular en forma de "U", emmarcant per tres costats un pati interior, i el quart costat tancat per una tàpia.

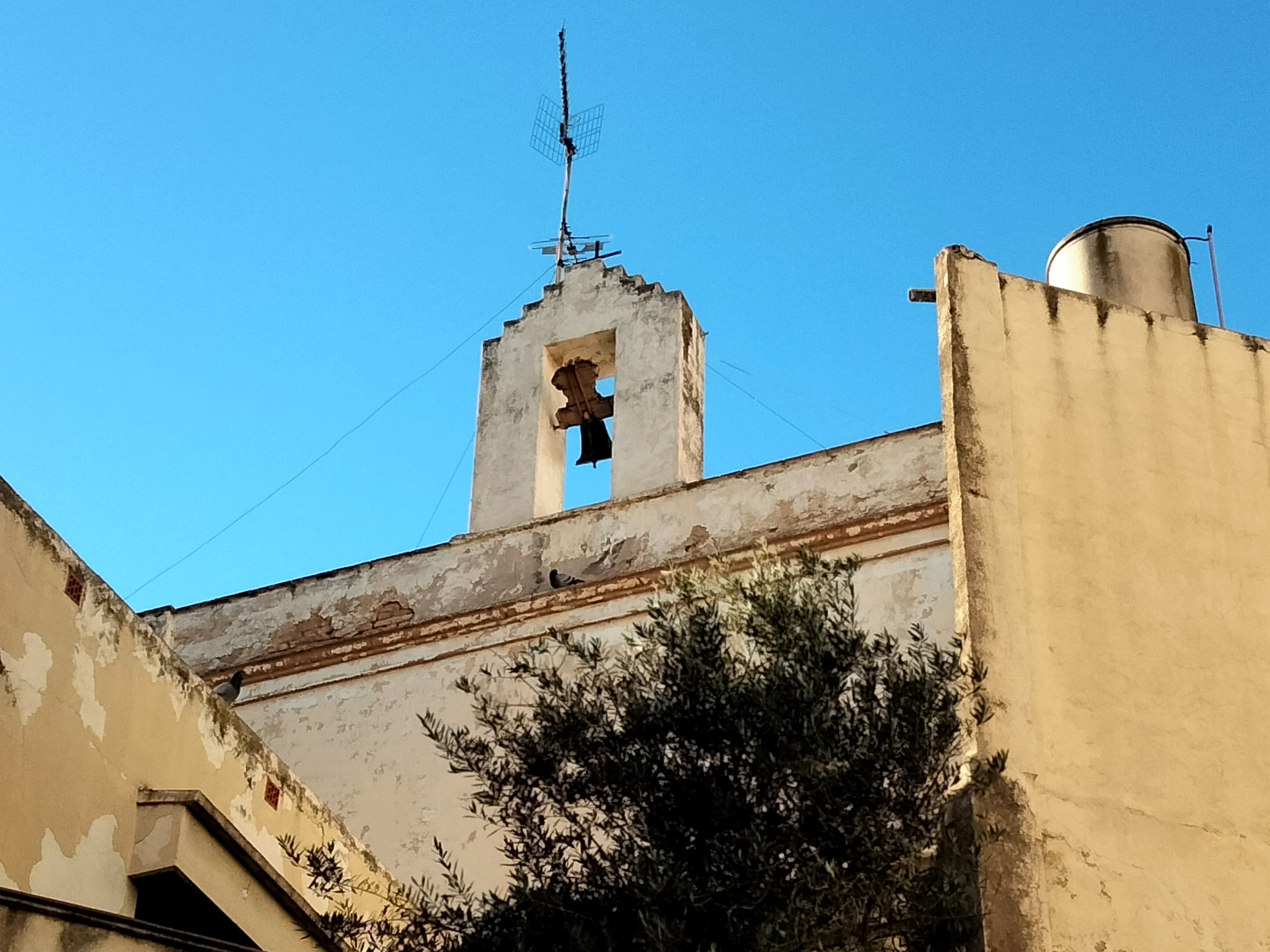
Campanar d'espadanya, des del passeig de Leopoldo Segarra

És un edifici de planta baixa i pis, amb un altre pis més a l'interior, amb cobertura plana. Destaca la façana principal, de gran sobrietat, dividida en dos grans registres horitzontals on s'obren finestres amb emmarcaments senzills, de pedra a la planta baixa i d'arrebossat al pis superior, una cornisa simple i una barana molt senzilla, sobresortint únicament les pedres cantoneres, o motllures en pedra de les cantonades. A la banda dreta d'aquest edifici es troba l'edifici nou de l'escola, edificació moderna en la qual únicament destaca una part de la secció superior amb grans finestrals i lleugerament inclinada. A l'interior destaca un pati, així com tot el seu emmarcament, on hi ha una mena de galeria oberta, amb terrassa superior amb baranes que presenten una ornamentació de motius corbs estilitzats amb reminiscències de fulles. Totes les parets exteriors d'aquesta part interior són pintades de calç amb tons beix clars.

## Història
La fundació de l'ordre a Amposta data del 1904. El solar per a la construcció del convent sembla que anteriorment formava part d'algun sequer d'arròs. Fou comprat a bon preu a causa de la semidonació que en va fer la propietària. Ja des del primer moment funcionava com a convent i escola.
Durant la Guerra Civil no va sofrir grans desperfectes.
Després de la guerra va reprendre l'activitat, fonamentalment la docent i entre els anys 1955 i 1965 es construeix un edifici annex a la dreta de la façana principal i situat a la cantonada del carrer Palau i Quer, que feia les funcions exclusives d'escola, a més del braç dreta de la "U" de l'edifici base, i també un nou pavelló que servia com a guarderia infantil.
L'any 1999, l'activitat pedagògica i el convent es va traslladar a un nou edifici als afores d'Amposta. El 2018, l'Ajuntament d'Amposta adquirí l'edifici amb intenció de rehabilitar-lo i encabir-hi instal·lacions municipals.